# Remartinia rufipennis
Remartinia rufipennis – gatunek ważki z rodziny żagnicowatych (Aeshnidae).